# Canavalia glabra
Canavalia glabra är en ärtväxtart som först beskrevs av Martin Martens och Henri Guillaume Galeotti, och fick sitt nu gällande namn av J.D.Sauer. Canavalia glabra ingår i släktet Canavalia och familjen ärtväxter. Inga underarter finns listade i Catalogue of Life.